# Josipa Lisac
Josipa Lisac, hrvaška rock in pop pevka, * 14. februar 1950, Zagreb, Hrvaška.
V šestdesetih letih je bila vokalistka skupine Zlatni Akordi. Njen prvi solo album z naslovom Dnevnik jedne ljubavi (Dnevnik neke ljubezni), posnet leta 1973, je bil velika uspešnica in je še danes priljubljen na Hrvaškem.
Znana je predvsem po rock hitih, pela pa je tudi veliko bosanskih ljudskih (»Omar beže«) in hrvaških Božičnih pesmi. Poleg Hrvaške je bila prepoznavna tudi na jugoslovanski rock sceni.

## Diskografija
- Dnevnik jedne ljubavi (1973)
- Najveći uspjesi '68./ '73. (1974)
- Gubec-Beg (1975, Rockopera Karla Metikoša in Ivice Krajač)
- Josipa Lisac & B.P. Convention Big Band International (1976)
- Made in USA (1979)
- Hir, hir, hir (1980)
- Lisica (1982)
- Hoću samo tebe (1983)
- Boginja (1987)
- Balade (1987)
- Live in Lap (1991)
- Čestit Božić (1992)
- Ritam kiše (1993)
- Koncert u čast Karla Metikoša (1995)
- Antologija (Vol. I. - VIII.) (1997)
- The Best of (1998)
- Život (2000)
- Live (2002)
- Živim po svome (2009)

## Nastopi na glasbenih festivalih

### Jugovizija
- 1987: Gde Dunav ljubi nebo - 8. mesto

### Melodije morja in sonca
- 1987: Jutro - 3. nagrada občinstva, nagrada za najboljšo interpretacijo